# Gloria Bosch Mir
Gloria Bosch i Mir (Girona, 1955) és una investigadora, comissària i critica catalana d'art contemporani especialitzada en col·leccionisme i directora d'art de l'espai d'Art de la Fundació Vila Casas de Barcelona. Llicenciada en Història de l'Art per la Universitat Autònoma de Barcelona el 1978, des del desembre de 2015 és acadèmica corresponent de la Reial Acadèmia Catalana de Belles Arts de Sant Jordi de Barcelona.
Dedicada a l'art dels segles XX i XXI, sempre s'ha interessat en la relació amb altres disciplines com la literatura, la música, el teatre i el cinema. Entre 1985 i 1986 va tirar endavant projectes amb la Fundació La Caixa com les exposicions Nits (Barcelona, 1985), amb la col·laboració de Jordi Benito i Carles Santos, i Girona i l'Onyar (Girona, 1986), totes dues compartides amb el compositor Jep Nuix.
Va ser cofundadora i directora d'art d'Espais Centre d'Art Contemporani de Girona, així com de la revista Papers d'Art, amb Carme Ortiz, entre 1986 i 1990. Entre 1987 i 1993 va coordinar les activitats culturals de la Fundació Caixa de Barcelona, denominada posteriorment La Caixa, i entre 1990 i 1994 va ser directora artística de la Galeria Salvador Riera a Barcelona. L'any 1995 va ser nomenada directora del Museu d'Art de Girona (MD'A), càrrec que va exercir fins al 2001. Posteriorment, i fins al 2004, va ser secretària i ponent del Consell d'Escultures de l'Ajuntament de Barcelona. Paral·lelament, va participar en diversos comitès organitzatius com el V Saló de Tardor de l'Ajuntament de Barcelona de 1985 o la 10a Biennal Martínez Guerricabeitia, Contra natura, de la Universitat de València l'any 2010, entre d'altres.
Ha impartit classes d'art contemporani i museología per a màsters sobre processos expositius i arquitectura efímera a la Universitat Politècnica de Catalunya. La seva activitat transcendeix fora d'Espanya, a Brasil, dins del Festival d'Art de la Ciutat de Porto Alegre, on ha impartit conferències sobre Italo Calvino i cursos interdisciplinaris relacionats amb el comissariat d'exposicions com El carrer desert, Coraçoes o Qui sóc jo?.
Des de la museologia integra el diàleg entre les col·leccions permanents històriques i les obres dels creadors actuals, sense establir línies generacionals o de representativitat, sense diferenciar els llenguatges artístics i les disciplines, amb un discurs que planteja preguntes a l'obra d'art, reflexions transversals i participatives, obrint el museu en l'exterior i els diferents col·lectius socials. Un plantejament que es farà extensiu a la tasca de curadoria d'exposicions, on sempre ha treballat l'art contemporani amb la recuperació d'autors històrics a través de col·lectives, diàlegs entre autors i èpoques: Prudenci Bertrana (1986), Joan Badia (1992), Rastres (Xavier Montsalvatge, Fidel Aguilar, Joaquim Llucià, Leonci Quera...(1991), Els Germans Busquets (2000/ 2016), André Masson & Georges Bataille (amb Teresa Grandas), Georges Kars, Josep M. de Sucre, Joan Ponç, Carlos Mensa, Bartomeu Massot, Torres Monsó, Joaquim Llucià, Bigas Luna. Una recuperació compartida amb Susanna Portell en els llibres i les exposicions d'Olga Sacharoff & Otho Lloyd, L'ombra del temps (1998) i Què en sabeu d'en Faixó i d'en Llucià (2011), o temes d'intercanvi cultural, català i internacional com Berlín, Londres, París, Tossa… La tranquil·litat perduda amb Susanna Portell per la Fundació Caixa de Girona (2007).
Al marge de les exposicions interdisciplinàries del Museu d'Art de Girona, va comissariar les mostres Cegueses (1997), Històries del cor (1998), Una habitació pròpia (1999), Qui sóc jo? (1999), M'escriuràs una carta? (2000) o Llistes d'espera amb Susanna Portell, en la Fundació Vila Casas l'any 2003. També va fer projectes oberts a diferents disciplines, una actitud on s'integren art, literatura, ciència i societat, que va generar diverses propostes com Tokonomas amb Joan Hosta, Projectar el museu o el cicle Relectures, que consistia en una recuperació de l'espai de la presó del Museu d'Art de Girona per treballar a través d'altres mirades externes al món de l'art (escriptors, músics, actors de teatre, advocats, metges…). Són fruit d'aquest interès plural les primeres exposicions temàtiques d'Espais. Centre d'Art Contemporani, entre els anys 1987 i 1990, però també les de Caixa de Barcelona, com Prudenci Bertrana i la seva època (1989) i Joan Badia: la mirada de la ciutat (1993), les de la Fundació La Caixa, com Les ciutats invisibles (1994), i el cicle itinerant La lectura com a migració d'imatges (1998 i 1999). Destaquen igualment els projectes Scenario di transito que es va fer a la Fortalesa de Basso de Florència, l'any 1991 i El cos maltractat, amb Ricard Huerta (2004).